# Wilhelm Lenz
Wilhelm Lenz (Fráncfort am Main, 8 de febrero de 1888  – Hamburgo, 30 de abril de 1957) fue un físico alemán, conocido por su desarrollo del modelo de Ising y por su aplicación del vector de Laplace–Runge–Lenz al tratamiento mecánico-cuántico de átomos de hidrógeno.
En 1906, Lenz se graduó de la Klinger-Oberralschule, una escuela secundaria alternativa en Fráncfort. Prosiguió sus estudios de matemática y física en la Universidad de Gotinga. De 1908 a 1911, Lenz estudió bajo la dirección de Arnold Sommerfeld en la Universidad de Múnich, obteniendo su doctorado el 2 de marzo de 1911. Tras su graduación, permaneció en la Universidad como ayudante de Sommerfeld a partir del 1 de abril de 1911. Completó su habilitación el 20 de febrero de 1914, obteniendo la categoría de privatdozent el 4 de abril de 1914.
Durante la Primera Guerra Mundial, sirvió como operador radiofónico en Francia y recibió la Cruz de Hierro de Segunda Clase en 1916. Desde el 30 de septiembre de 1920, fue de nuevo ayudante de Sommerfeld en el instituto de Física Teórica de la Universidad de Múnich. Fue nombrado profesor extraordinarius en la Universidad el 11 de noviembre de 1920. El 1 de diciembre de 1920 es profesor extraordinarius en la Universidad de Rostock y desde 1921 hasta su jubilación en 1956, profesor ordinarius de física teórica en la Universidad de Hamburgo, así como director del Instituto de Física Teórica.
La creación de una cátedra nueva junto a un instituto para la física teórica en Hamburgo fue resultado de los avances que estaban teniendo lugar en Alemania en física atómica y mecánica cuántica. Destacó la intervención personal de Sommerfeld, quién ayudó a muchos de sus alumnos a conseguir cátedras.
En Hamburgo, Lenz enseñó a destacados físicos como Ernst Ising y J. Hans D. Jensen. Entre sus ayudantes destacaron Wolfgang Pauli, Pascual Jordan y Albrecht Unsöld. Junto con Pauli y Otto Stern, Lenz convirtió el Instituto en un centro internacional para física nuclear con intercambios científicos y personales con los institutos para física teórica de las Universidades de Múnich (Sommerfeld), Gotinga (Max Born), y Copenhague (Niels Bohr).
Cuándo Lenz se retiró en 1956 fue sucedido por Harry Lehmann.

## Publicaciones
- Wilhelm Lenz Einführungsmathematik für Physiker (Verlagsanstalt Wolfenbüttel, 1947)